# Liste der Äbte des Klosters Murbach
Die Liste der Äbte des Klosters Murbach führt die Äbte des Klosters Murbach auf, unabhängig von den unterschiedlichen Formen und Bezeichnungen der Einrichtung in den mehr als 1000 Jahren ihres Bestehens.

## Liste

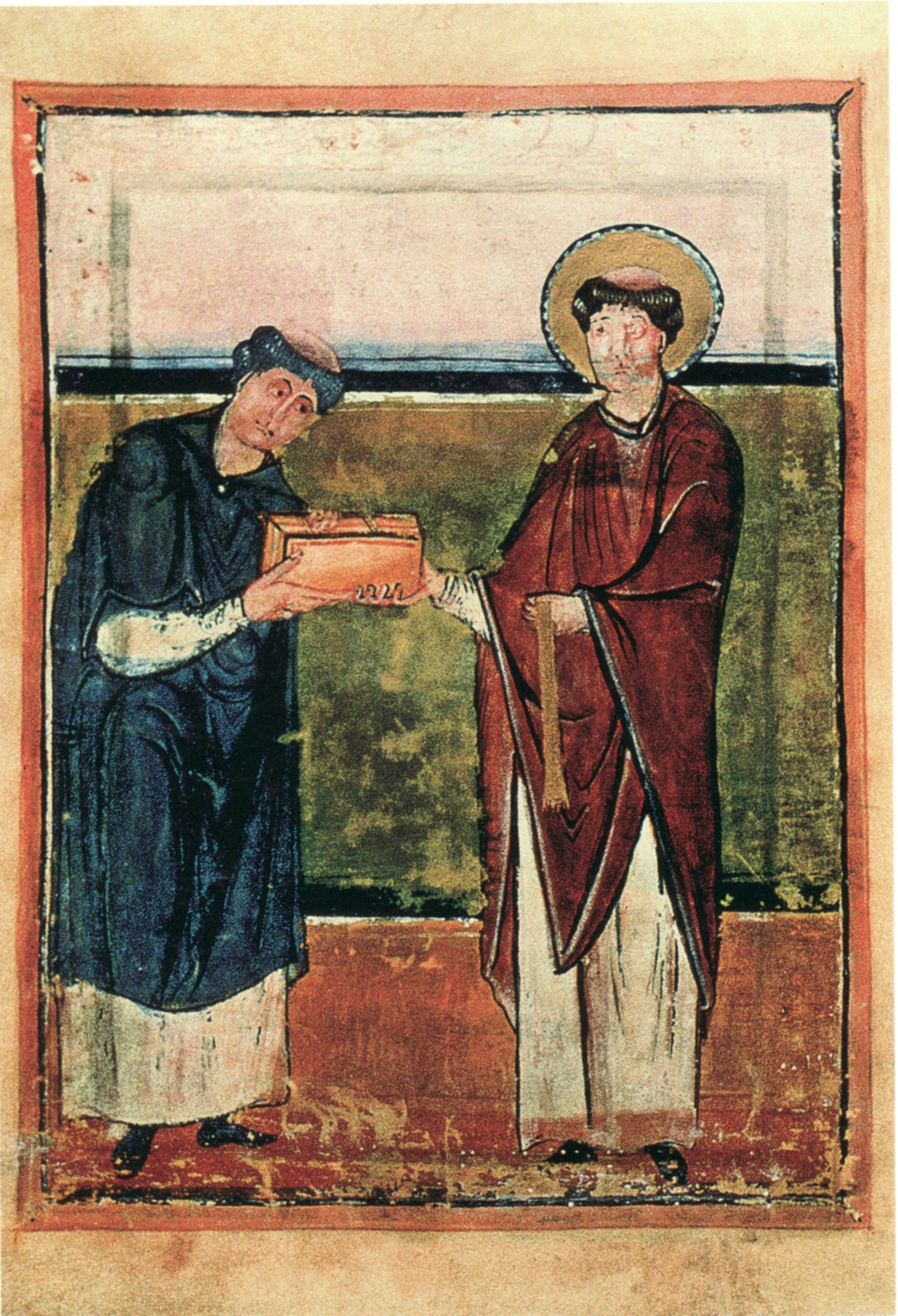
Abt Adalbert von Hornbach übergibt seinen Codex an St. Pirminius (rechts)

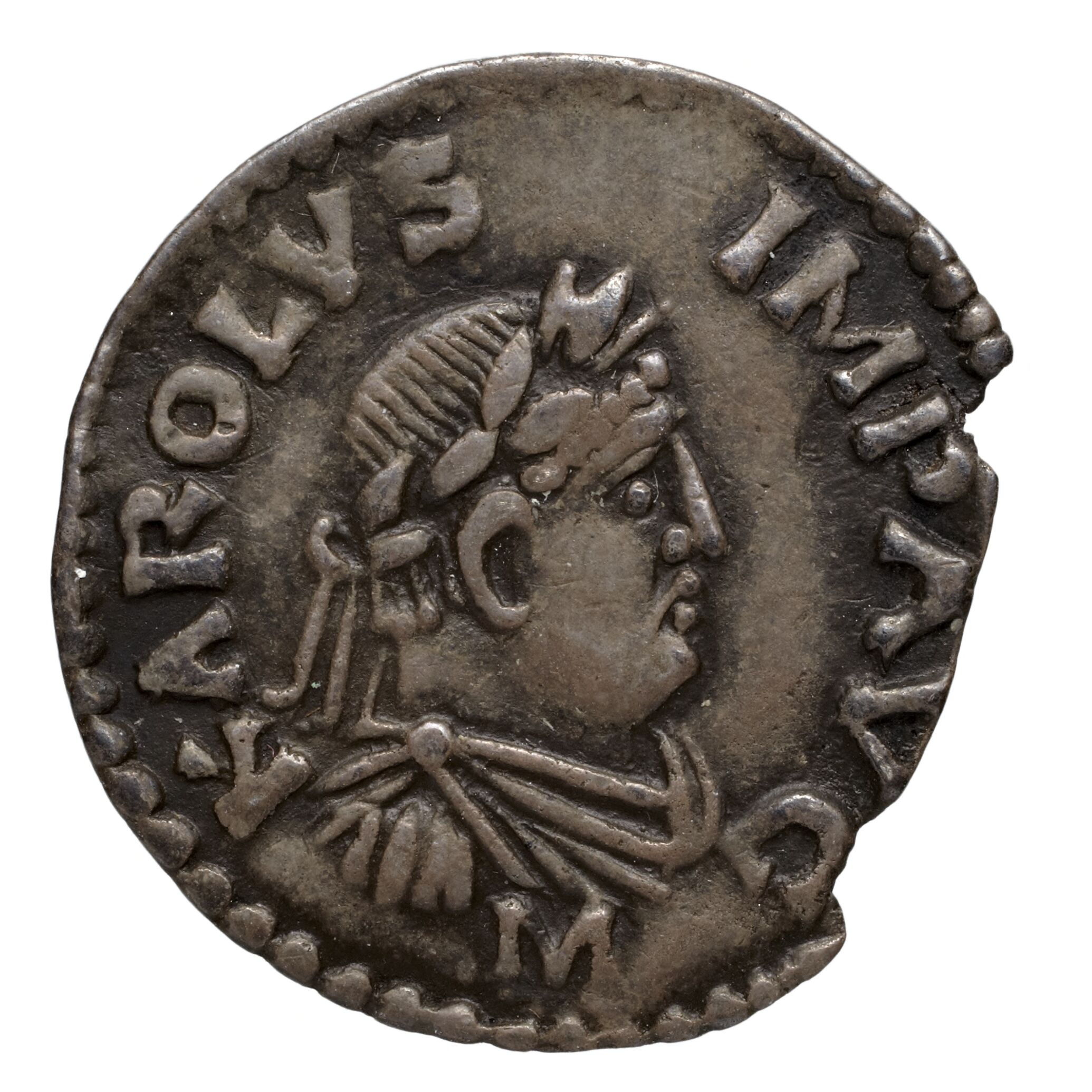
Karl der Große auf einem Denar

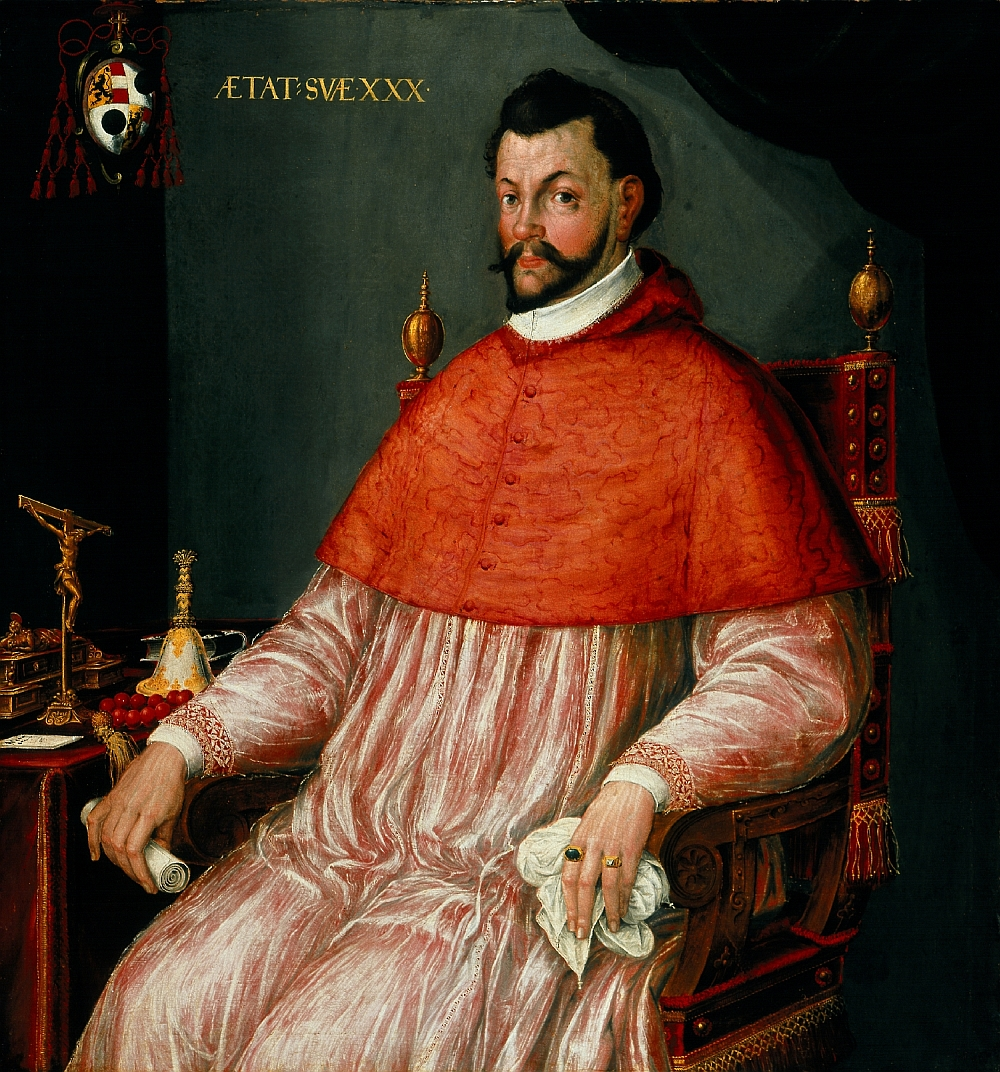
Fürstabt Wolf Dietrich von Raitenau, von Kaspar Memberger

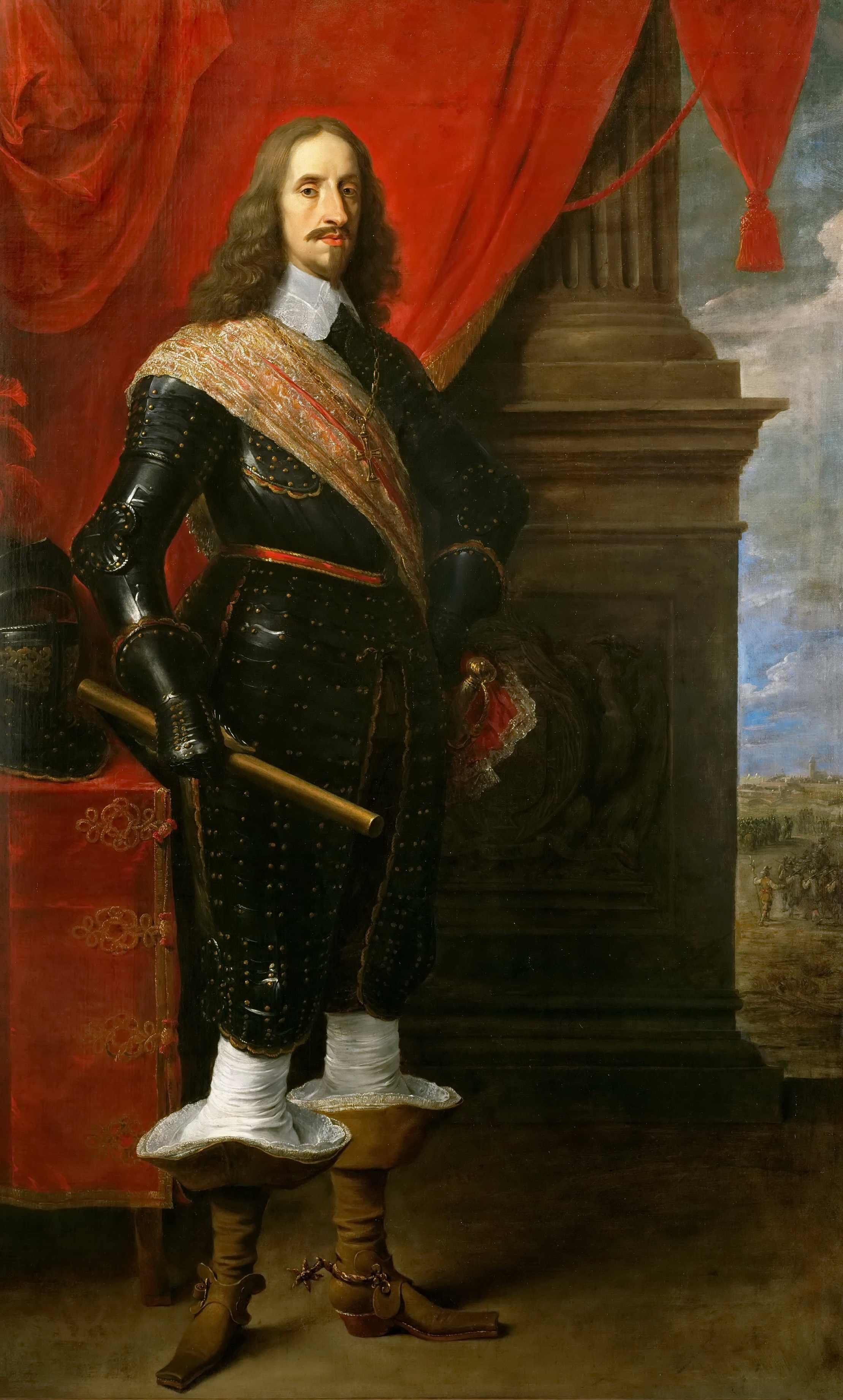
Fürstabt Erzherzog Leopold Wilhelm von Österreich

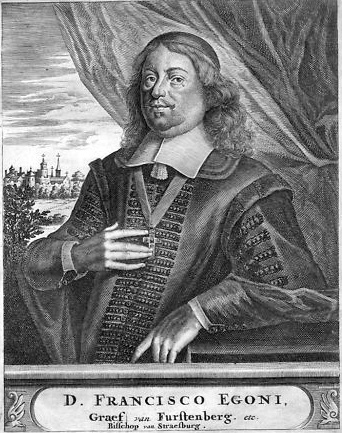
Fürstabt Franz Egon von Fürstenberg-Heiligenberg

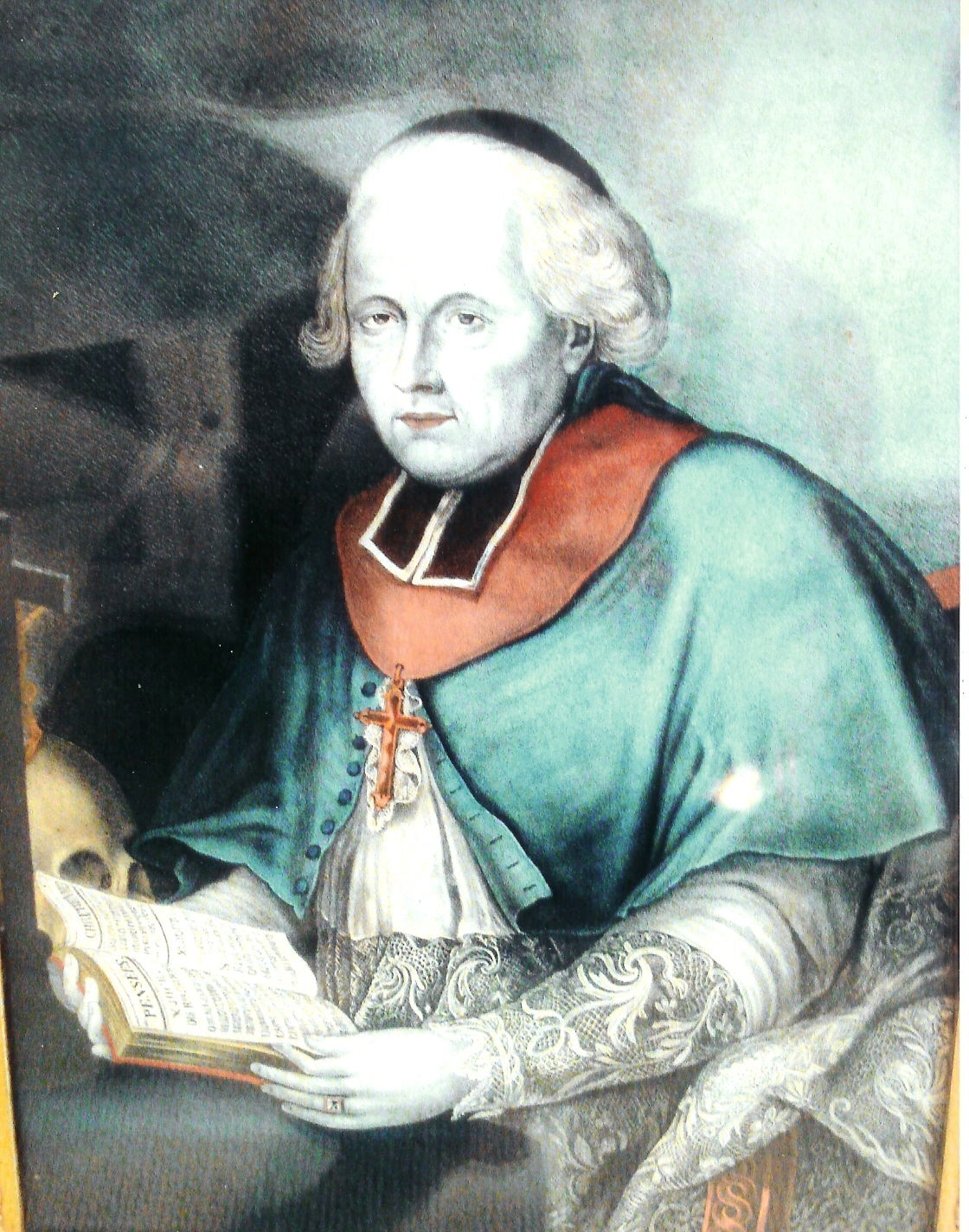
Fürstabt Kasimir Friedrich von Rathsamhausen 1698–1786

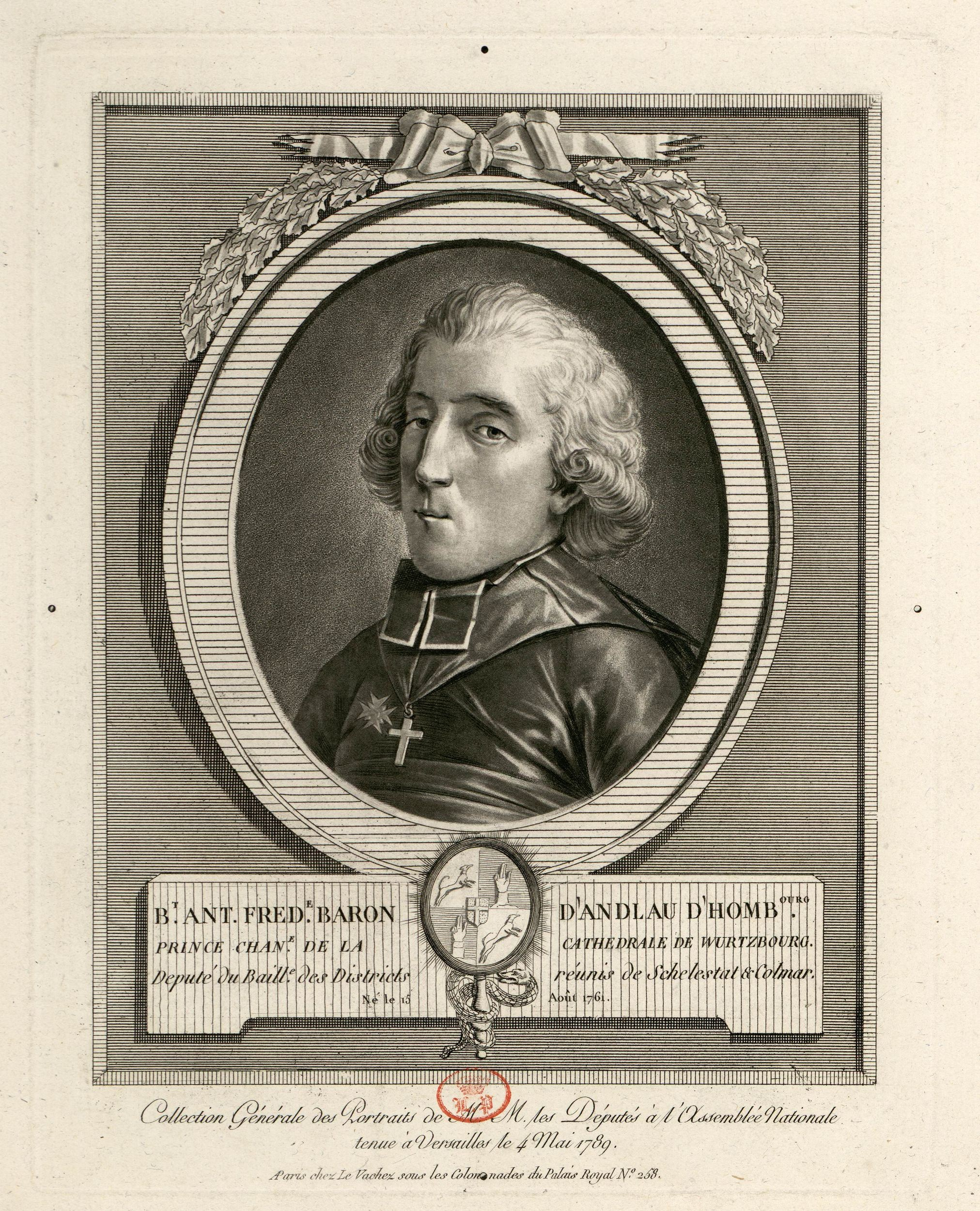
Fürstabt Benedikt Anton Friedrich von Andlau-Homburg

- Pirminius 727 (Organisator der Gründung)
- Romanus 727–751
- Baldobertus 751–762, auch Bischof von Basel
- Herbert 762–774
- Amicho 774–786
- Sintpert 786–792 – ob er mit Bischof Simpert von Augsburg identisch ist[1], ist umstritten.[2]
- Karl der Große, Laienabt 792–793[Anm. 3]
- Agilmar 793
- Geroch, Bischof von Eichstätt, 793–808(?)
- Guntram, beglaubigt 811
- Sigismar (Sigismundus), beglaubigt 829
- Iskar (Isker), beglaubigt 870
- Friedrich, beglaubigt 876
- Nandbert, beglaubigt 910
- Vakanz von 936[Anm. 4]–959
- Landelous 959–977?, 961 Bischof von Basel
- Beringer 977–988?
- Helmerich 988–?
- Werner ?–994 (cluniazensischer Reformator)[3]
- Degenhard beglaubigt 1012–1025
- Eberhard 1026–?
- Wolfrad, beglaubigt 1049
- Ulrich von Lorsch, 1073–1075
- Samuel von Weißenburg 1080–1097
- Erlolf von Bergholz (ca. 1110–1122), auch Abt des Klosters Fulda (1114–1122)
- Bertold 1122–1149
- Egilolf von Erlach 1150–1162
- Konrad von Eschenbach[4] beglaubigt von 1173 bis 1186
- Widerolph 1187–1188
- Simbert II. ? –1149
- Arnold von Frohburg[5] 1194–31. März 1216
- Hugo von Rothenburg, 1216–1236[6], Erbauer der Burg Hugstein
- Albrecht von Frohburg, Verwalter 1237–1244
- Theobald von Faucolgney, 1244–1260
- Berthold von Steinbronn, 1260–1285
- Berchtold von Falkenstein[7] 1286–1299
- Albrecht / Albert von Liebenstein, 1299[Anm. 5]–1303[8]
- Interregnum nach einer Doppelwahl 1303–1305. Eine von Papst Benedikt XI. eingesetzte Kommission ernannte schließlich[9]:
- Konrad von Widergrün aus Stauffenberg 1305–1334[10]
- Konrad Werner von Murnhard, 1334–1343[11]
- Heinrich von Schauenburg 1343–1353[12]
- Johann Schultheiss 1354–1376[13]
- Wilhelm Stoer von Stoerenburg 1377–1387 (abgesetzt[14])
- Rudolf von Wattweiler 1387–1393, eingesetzt durch den Bischof von Basel[15]
- Wilhelm von Wasselnheim[Anm. 6] 1393–1428[16]
- Peter von Ostein 1428–1434[17]
- Dietrich von Hus 1434–1447
- Bartholomäus von Andlau 1447–1476[18]
- Achatius von Griessen 1476–1489[19]
- Walter Mönch von Wilsberg 1489–1513[20]
- Georg von Masmünster[Anm. 7] 1513–1542. Bei seiner Wahl zum Abt von Murbach war er bereits Abt des Klosters Lure[21], zusätzlich wurde er auch noch Administrator des Klosters Marmoutier.[22][Anm. 8]
- Johann Rudolf Stoer von Stoerenberg 1542–1570
- Johann Ulrich von Raitenau 1570–1587
- Wolf Dietrich von Raitenau 1587
- Gabriel Giel von Giersberg 1587 (Wahl für nicht rechtsgültig erklärt)
- Kardinal Andreas von Österreich 1587–1600 (auch Bischof von Konstanz und von Brixen), von Kaiser  Rudolf II. eingesetzt
- Johann-Georg von Kalkenried[23] 1600–1614
- Leopold von Österreich Verwalter 1614–1625 (auch Bischof von Passau und von Straßburg)
- Leopold Wilhelm von Österreich 1626–1662 (auch Bischof von Straßburg und von Passau)
- Kolumban von Andlau 1662 (Wahl für nicht rechtsgültig erklärt)
- Karl Joseph von Österreich 1662–1664
- Franz Egon von Fürstenberg-Heiligenberg 1664–1682 (auch Bischof von Straßburg)
- Felix Egon von Fürstenberg-Heiligenberg 1682–1686 (auch Domherr zu Köln)
- Kolumban von Andlau 1686 (Wahl nicht für rechtsgültig erklärt)
- Philipp Eberhard von Löwenstein-Wertheim-Rochefort 1686–1720
- Célestinus von Beroldingen-Gündelhard 1720–1737
- Franz Armand von Rohan-Soubise 1737–1756 (auch Bischof von Straßburg)
- Kasimir Friedrich von Rathsamhausen 1756–1786
- Benedikt Anton Friedrich von Andlau-Homburg 1786–1790, starb 1839 als Domherr in Eichstätt.[24]